# Arbeitsgemeinschaft Gynäkologische Endoskopie
Die Arbeitsgemeinschaft Gynäkologische Endoskopie e. V. (AGE) ist eine medizinische Fachgesellschaft, die die Anwendung und Entwicklung der Methoden der endoskopischen und minimalinvasiven Chirurgie (MIC) in der Gynäkologie fördert. Sie wurde 1982 gegründet und ist die größte von achtzehn Arbeitsgemeinschaften bei der Deutschen Gesellschaft für Gynäkologie und Geburtshilfe e. V. (DGGG). Sie hat die Rechtsform eines eingetragenen Vereins mit Sitz in Kiel und ist als gemeinnützig anerkannt.

## Aktivitäten
Um die ärztliche Fortbildung im Bereich der Endoskopie voranzutreiben, veranstaltet die AGE im Wechsel jedes Jahr entweder ihren Jahreskongress oder die AGE KOMPAKT.
Gemeinsam mit anderen Fachgesellschaften ist die AGE kontinuierlich an der Entwicklung von Positionspapieren und medizinischen Leitlinien der Arbeitsgemeinschaft der Wissenschaftlichen Medizinischen Fachgesellschaften beteiligt.
Seit 2022 wird das Deutsche Curriculum Robotische Chirurgie in der Gynäkologie (DCRG) durchgeführt. Mit Start des dritten Durchgangs (2024/2025) nehmen jedes Jahr 24 Gynäkologen an der strukturierten Weiterbildung teil, die durch fünf Tutoren der Universitätskliniken Freiburg, Hannover, Kiel, Köln und Tübingen geleitet wird. Die Weiterbildung erfolgt an den Heimatkliniken, an zwei Tagen im IRCAD Institut in Straßburg sowie im Rahmen von vier Online-Tutorials. Erfolgreich abschließen können Teilnehmer, deren Video die operativen Standards der robotischen Chirurgie, geprüft durch die Tutoren, erfüllt.
Mit Beginn 2025 wird gemeinsam mit dem Jungen Forum der DGGG die AGE Junior Academy Gynäkologische Endoskopie zur Förderung von zehn Nachwuchsmedizinern pro Jahr durchgeführt. Das Programm umfasst die Teilnahme an AGE Kompakt oder AGE Kongress, Teilnahme an einem AGE-Grundkurs sowie 5 Webinare à 2 Vorträgen sowie eine Hospitation und ein Abschlussgespräch mit dem Mentor in dessen Klinik. Insgesamt sind 11 Tutoren unterschiedlicher Universitätskliniken und Krankenhäuser beteiligt.

## Zertifizierung
Das Zertifizierungssystem der AGE ist dreistufig und umfasst die Stufen MIC I, MIC II und MIC III. Darüber hinaus gibt es die institutionelle Zertifizierung zum AGE Ausbildungszentrum und seit 2023 die Zertifizierung zum AGE Ausbildungszentrum Robotik.
Die MIC-Zertifizierungen richten sich an Einsteiger und erfahrene Operateure. Für die Zertifzierungsstufen müssen je nach Stufe Grund- und Fortgeschrittenenkurse besucht (Kursgebühren werden von den jeweiligen Ausbildungszentren individuell erhoben), sowie ab MIC II Facharzturkunde und Kongressbesuche nachgewiesen werden. Hinzu kommen Operationsstatistiken unterschiedlicher Schwierigkeitsgrade. So werden zur Erlangung von MIC III 800 laparoskopische Eingriffe im Laufe von fünf Jahren mit den verschiedensten Schwierigkeitsgraden und nochmals 60 operative hysteroskopische Eingriffe (umgangssprachlich Gebärmutterspiegelung) vorausgesetzt. Die Abwandlung MIC III A können Ärzte beantragen, die ihren Schwerpunkt auf die Ausbildung des operativen Nachwuchses legen. Die Zertifzierungsanträge werden gegen eine Prüfgebühr ausgewertet.
Als AGE Ausbildungszentren Robotik (u. a. mit Da-Vinci-Operationssystemen von Intuitive Surgical) wurden seit 2023 bisher sechs Kliniken in Deutschland zertifiziert, die eine Mindestanzahl an robotischen Operationen nachweisen und die Weiterbildung fördern.

## Preise, Förderungen, Stipendien
Preise und Förderungen regen den wissenschaftlichen Fortschritt an und führen junge Mediziner an das Thema Endoskopie in Geburtshilfe und Gynäkologie heran.
Anlässlich ihres jährlich stattfindenden Kongresses vergibt die AGE drei Preise, allesamt dotiert mit 2.000 € Preisgeld:
- Kurt-Semm-Preis, ein Videopreis, vergeben für klinische und experimentelle Arbeiten auf dem Gebiet der gynäkologischen Endoskopie
- Hans-Joachim-Lindemann-Preis für innovative klinische Arbeiten auf dem Gebiet der gynäkologischen Hysteroskopie
- Hans-Frangenheim-Preis für innovative klinische und experimentelle Arbeiten auf dem Gebiet der gynäkologischen Laparoskopie

In unregelmäßigen Abständen wird das Golden Scope (auf Deutsch Goldenes Endoskop) an verdienstvolle Mitglieder der AGE verliehen. Zuletzt erhielt das Golden Scope Bernd Holthaus im Rahmen des AGE-Kongresses 2024.
Seit 2014 wird das Liselotte-Mettler-Stipendium vergeben. 2023 erhielt Bastian Felix Meyer das Stipendium, 2024 Leona Salewski.

## Präsidium, Ehrenmitgliedschaft, Vorstand

### Präsidium der Arbeitsgemeinschaft
- 1993–1994: Klaus Neis
- 1995–1996: Liselotte Mettler
- 1997–1998: † Ernst-Heinrich Schmidt
- 1999–2000: Klaus Kolmorgen
- 2001–2002: Diethelm Wallwiener
- 2003–2004: Jürgen Hucke
- 2005–2006: Rudy DeWilde
- 2007–2009: Thomas Römer
- 2010–2011: Hans-Rudolf Tinneberg
- 2012–2013: Claus P. Moeller
- 2014–2015: † Thoralf Schollmeyer
- 2016–2017: Stefan Rimbach (interim 2014–2015), Golden Scope 2021[20]
- 2018–2021: Bernd Holthaus
- 2021–2024: Uwe A. Ulrich
- 2024–2026: Erich-Franz Solomayer

### Ehrenmitgliedschaft
Seit ihrer Gründung hat die AGE besonders hervorzuhebende Persönlichkeiten der Endoskopie zu ihren Ehrenmitgliedern ernannt. Bisherige Ehrenmitglieder sind in der Reihenfolge ihrer Aufnahme: Hans Frangenheim, Hans-Joachim Lindemann, Friedhelm Lübke, Kurt Semm, Liselotte Mettler, Klaus Kolmorgen und Thoralf Schollmeyer.

### Vorstand
Der aus sieben Personen bestehende Vorstand wird gebildet von Erich-Franz Solomayer (Präsident), Andreas Hackethal (1. Stellvertreter), Sara Brucker (2. Stellvertreterin), Ingolf Juhasz-Böss (Schatzmeister), Markus Wallwiener (1. Schriftführer), Hermann Hertel (2. Schriftführer) und Uwe Ulrich (Past Präsident).

## Mitgliedschaften & Kooperationen
- Arbeitsgemeinschaft für ästhetische, plastische und wiederherstellende Operationsverfahren in der Gynäkologie e.V. (AWOgyn)[22]
- European Society for Gynaecological Endoscopy (ESGE)[23]
- International Society for Gynecologic Endoscopy (ISGE)[24]